# Popis otoka Gvineje Bisau
Ovo je popis otoka Gvineje Bisau.

## Otočje Bissagos
- Bubaque
- Bolama
- Carache
- Caravela
- Enu
- Formosa
- Galinhas
- João Vieira
- Maio
- Meneque
- Orango
- Orangozinho
- Poilão
- Ponta
- Roxa
- Rubane
- Soga
- Unhacomo
- Uno
- Uracane

## Ostali otoci
- Elia
- Jeta
- Lisboa
- Melo
- Otok komaraca
- Ocurri (Mantambua)
- Ongueringao
- Pecixe
- Seco